# NuvaRing

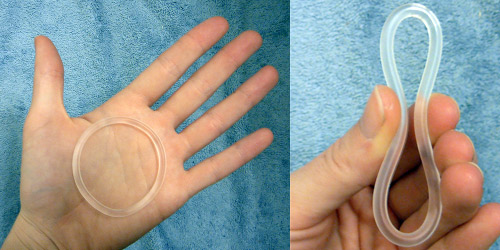
NuvaRing

NuvaRing is de merknaam voor een vaginale ring met de werkzame stoffen etonogestrel en ethinylestradiol. NuvaRing is een flexibele kunststof ring waarin een oestrogeen en een progestageen verwerkt zijn. Deze ring wordt toegepast als anticonceptie bijvoorbeeld wanneer het dagelijks innemen van een tablet niet wenselijk is. NuvaRing is ongeveer 5,5 cm groot en het materiaal is ongeveer 4 mm dik. Eén ring bevat 2,7 mg ethinylestradiol en 11,7 mg etonogestrel. Dit is meer dan in een hele strip van de gewone 'pil' omdat lang niet alle stof afgegeven wordt. Doordat er een overmaat van beide stoffen aanwezig is, kan een constante afgifte worden bereikt gedurende meerdere weken. De dagelijkse gemiddelde afgifte uit de ring is 0,015 mg ethinylestradiol en 0,120 mg etonogestrel, gemeten over een periode van drie weken. Na gebruik kan de ring mee met het huishoudelijk afval.

## Gebruik
De ring wordt op de eerste dag van de menstruatie vaginaal ingebracht en kan dan drie weken blijven zitten. Als de ring korter dan drie uur uit de vagina is geweest, werkt het nog steeds beschermend tegen zwangerschap. Na drie weken wordt de ring verwijderd, de stopweek gaat dan in. Na een week wordt een nieuwe ring ingebracht.
Het inbrengen van NuvaRing is ongeveer net zo lastig of gemakkelijk als het inbrengen van een tampon. De gebruikster van de ring voelt deze niet zitten. Veel gebruiksters voelen de ring wel tijdens het vrijen (net als hun partners), maar omdat de werking van NuvaRing niet verminderd is als deze drie uur uit de vagina is geweest, hoeft dit geen probleem op te leveren.
De bijwerkingen van NuvaRing zijn goed vergelijkbaar met de bijwerkingen van een gewone pil. Soms komen echter toch lokale bijwerkingen (in de vagina) voor. Het ongemerkt verliezen van de ring komt voor, maar is zeldzaam.
NuvaRing werd in Nederland door Organon (nu niet langer onderdeel van MSD) op 4 februari 2003 geïntroduceerd.